# Urge Overkill
Urge Overkill é  uma banda de rock dos Estados Unidos, constituída por Nathan Katruud (que usou o nome artístico de Nash Kato), Eddie "King" Roeser, Nate Arling e Adam Arling.

## História do grupo
Kato e Froeser formaram o grupo em 1985, quando ainda frequentavam a Northwestern University em Chicago. O primeiro EP, Strange, I..., produzido por Steve Albini, foi lançado em 1986. Apenas 3 anos depois é que foi lançado o primeiro álbum "oficial" do Urge, intitulado Jesus Urge Superstar, pela Touch and Go, também sob produção de Albini e com Kriss Bataille na bateria.
Com a mesma gravadora, foram outros 4 discos: Americruiser (1990), The Supersonic Storybook (1991), Stull EP (1992) e a coletânea The Urge Overkill Story...Stay Tuned: 1988-1991 (1993). Foi em Stull EP que o grupo gravou seu maior sucesso: Girl you'll be a woman soon, uma versão da música homônima de Neil Diamond. A música, inclusive, foi recuperada pelo ainda jovem diretor Quentin Tarantino para a trilha sonora do filme Pulp Fiction, de 1994.
O Urge lançou ainda mais 2 álbuns pela Geffen Records: Saturation, em 1993, e Exit the Dragon, em 1995. O grupo seguiria em atividade até 1997, quando uma série de problemas fizeram com que os integrantes se separassem. Kato chegou a lançar um disco em carreira-solo, Debutante, em 2000.
Em 2004, Kato e Roeser juntaram-se novamente para refundar o grupo, agora com novos integrantes: Mike "Hadji" Hodgkiss, Chris Frantisak e Nate Arling. No mesmo ano, a banda lançou seu primeiro trabalho ao vivo: Live at Maxwells 2/5/04. O último álbum lançado pelo Urge, Rock & Roll Submarine, foi lançado em 2011, pela UO Records.

## Discografia do Urge Overkill

### Álbuns de estúdio
| Ano  | Título                   | Gravadora            |
| ---- | ------------------------ | -------------------- |
| 1989 | Jesus Urge Superstar     | Touch and Go Records |
| 1990 | Americruiser             | Touch and Go Records |
| 1991 | The Supersonic Storybook | Touch and Go Records |
| 1993 | Saturation               | Geffen Records       |
| 1995 | Exit the Dragon          | Geffen Records       |
| 2011 | Rock & Roll Submarine    | UO Records           |

### EPs
| Ano  | Título        | Gravadora            |
| ---- | ------------- | -------------------- |
| 1986 | Strange, I... | Ruthless Records     |
| 1992 | Stull EP      | Touch and Go Records |

### Ao vivo
| Ano  | Título                  | Gravadora  |
| ---- | ----------------------- | ---------- |
| 2004 | Live at Maxwells 2/5/04 | eMusicLive |

### Coletâneas
| Ano  | Título                                          | Gravadora            |
| ---- | ----------------------------------------------- | -------------------- |
| 1993 | The Urge Overkill Story...Stay Tuned: 1988-1991 | Touch and Go Records |